# Sylver
Sylver – belgijski (flamandzki) duet muzyczny grający muzykę dance.
Zespół tworzą wokalistka Silvy de Bie (ur. 4 stycznia 1981 r.) oraz muzyk i autor piosenek Wout Van Dessel (ur. 19 października 1974 r.). Producentem i współautorem piosenek jest Regi Penxten, który jest również autorem pierwszego hitu zespołu, Turn the Tide. Zespół wydał także kilka piosenek wraz z zespołem Regiego, Milk Inc (np. I don't Care). W utworach duetu obok instrumentów charakterystycznych dla muzyki elektronicznej można usłyszeć fortepian, gitarę oraz perkusję. Zespół często koncertuje na żywo.

## Historia
Pierwszy singel duetu zatytułowany Turn the Tide został wydany w 2000 roku pod aliasem Liquid feat. Silvy. Sukces debiutanckiej piosenki na niemieckich listach przebojów przekonał cenionego belgijskiego DJ-a i Silvy de Bie do utworzenia wspólnego zespołu, który przyjął nazwę Sylver. Rok później zespół wydał pierwszą płytę zatytułowaną Chances. Na wysokich miejscach list przebojów odnotowano kolejną piosenkę, którą można znaleźć na pierwszej płycie jest – Forever in Love.
Nie mniejszy sukces odniósł drugi album – Little Things, wydany w 2003 roku. Singlami promującymi płytę były piosenki Living My Life, Why Worry i ballada Shallow Water.
Trzeci album, zatytułowany Nighttime Calls został wydany w 2004 roku. Jako single wydano Love is an Angel, Make It i Take Me Back.
19 maja 2006 roku została wydana czwarta płyta pod tytułem Crossroads, a pierwszym singlem promującym to wydawnictwo jest cover piosenki zespołu ABBA Lay All Your Love On Me.
w 2007 roku miała premierę składanka najlepszych hitów Best Off-The Hit Collection 2001–2007 promowana przez singel The One. 8 maja 2009 roku ukazał się piąty album Sylver Sacrifice zapowiadany w 2008 roku przez single One World One Dream oraz Rise Again. 1 Marca ukazał się singiel  I Hate You Now. Nowym singlem z albumu Sacrifice jest  Foreign Affair. W 2009 r. do grupy dołączył gitarzysta John Miles JR., który bierze udział w corocznych występach Live  Milk inc.

## Dyskografia

### Albumy
- Chances (2000)
- Little Things (2003)
- Nighttime Calls (2004)
- Crossroads (2006)
- Best Of-The Hit Collection 2001–2007
- Sacrifice (2009)
- Decade: The Very Best Of  (2010)

### Single
Niektóre single zostały wydane tylko w Belgii.
- Turn The Tide (2000)
- Skin (2000)
- Forever In Love (2001)
- In Your Eyes (2001)
- Forgiven (2001)
- Livin' My Life (2003)
- Why Worry (2003)
- Shallow Water (2003)
- Wild Horses (2003)
- Love Is An Angel (2004)
- Make It (2005)
- Take Me Back (2005)
- Lay All Your Love On Me (2006)
- One Night Stand (2006)
- Why (2006)
- The One (2007)
- One World One Dream (2008)
- Rise Again (2008)
- I Hate You Now (2009)
- Foreign Affair (2009)
- Music (feat. John Miles) (2009)
- It’s My Life (2010)
- Turn The Tide 2010 (2010)
- Stop Feeling Sorry (2011)
- City of Angels (2012)

### DVD
- Sylver - Little Things (CD+DVD)